# Lingwu
Lingwu är en stad på häradsnivå som lyder under Yinchuans stad på prefekturnivå i den autonoma regionen Ningxia i nordvästra Kina. Den ligger omkring 64 kilometer söder om regionhuvudstaden Yinchuan.